# Skifferryggig flugsnappare
Skifferryggig flugsnappare (Ficedula erithacus) är en asiatisk fågel i familjen flugsnappare inom ordningen tättingar.

## Kännetecken

### Utseende
Skifferryggig flugsnappare är en liten till medelstor (13-13,5 cm), slank och upprätt sittande flugsnappare med liten näbb och rätt lång stjärt. Hanen är skifferblå ovan (utan några glänsande fläckar som hos Cyornis-flugsnapparna) och orange under. Den har svart stjärt med vit stjärtbas. Honan är olivgrå ovan och saknar både tydligt markerad vit strupe och rostfärgade inslag i stjärten som hos liknande blågrå flugsnappare (Ficedula tricolor).

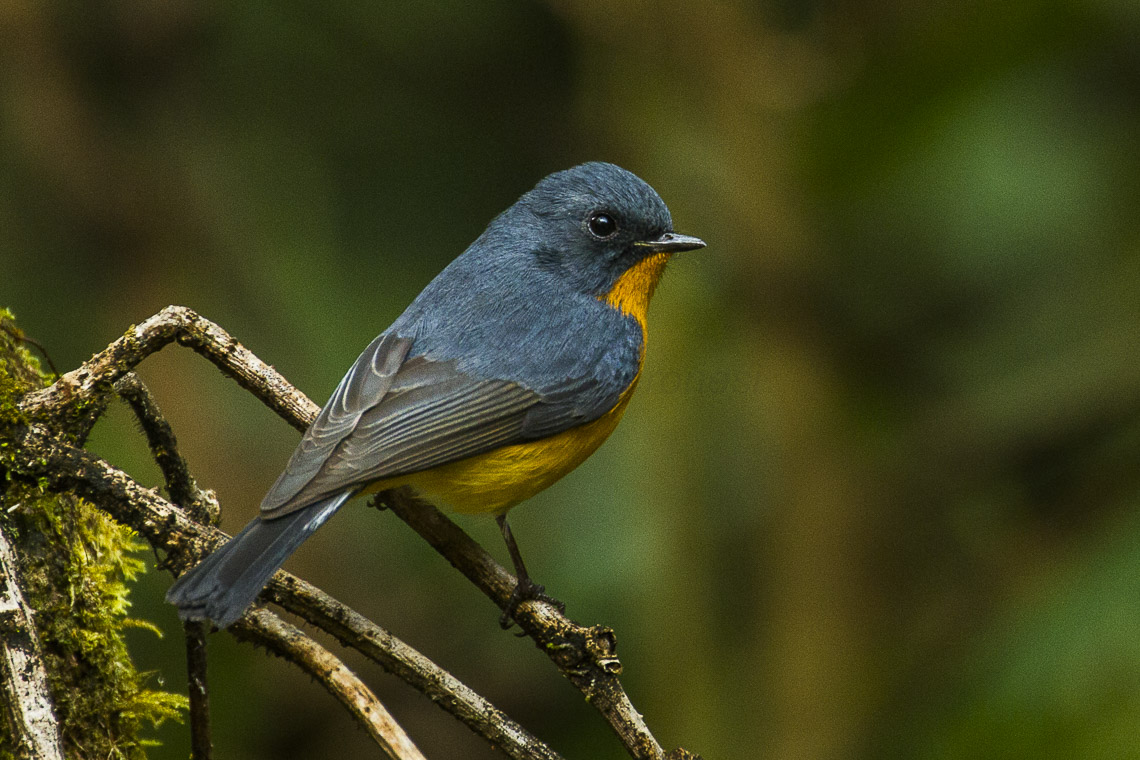
Hane i Thailand.

### Läten
Sången är en ljudlig och klar serie bestående av korta, vandrande, snabba och sjunkande flöjtlika toner. Bland lätena hörs ett mörkt och hårt skallrande "terrht" eller "tchrt".

## Utbredning och systematik
Skifferryggig flugsnappare häckar i centrala och södra Kina (östra Qinghai, sydöstra Gansu och Shaanxi söderut till sydöstra Xizang, Sichuan och Yunnan) samt norra Myanmar. Utanför häckningstid ses den även i centrala och östra Himalaya (centrala Nepal österut till Bhutan), nordöstra Indien (Arunachal Pradesh, Assam och Nagaland) och Myanmar österut till norra och centrala Laos. Tillfälligt har den påträffats i Kambodja. Den behandlas som monotypisk, det vill säga att den inte delas in i några underarter.

### Vetenskapligt artnamn
Taxonomin kring skifferryggig flugsnappare är komplicerad och omtvistad. Tidigare kallades arten vetenskapligt för hodgsonii, men efter att dvärgflugsnapparen, tidigare Muscicapella hodgsonii, flyttats till Ficedula har den senare prioritet och skifferryggig flugsnappare får därför ett annat vetenskapligt artnamn. De flesta auktoriteter kallar den erithacus, men vissa anser att sordida istället har prioritet.

## Levnadssätt
Skifferryggig flugsnappare återfinns i skogar med inslag av ek och rhododendron, men också barrskog. Födan är mestadels okänd, men den inkluderar små ryggradslösa djur och små bär. Den ses oftast ensam, men kan bilda flockar vintertid. Fågeln häckar från mitten av april till juni och bygger ett skålformat bo som placeras lågt bland exponerade trädrötter, i en klippskreva eller i hängande mossa. Den lägger fyra till fem blekgröna till varmt beigefärgade ägg med röda fläckar.

## Status och hot
Arten har ett stort utbredningsområde, men tros minska i antal, dock inte tillräckligt kraftigt för att den ska betraktas som hotad. Internationella naturvårdsunionen IUCN listar arten som livskraftig (LC).  Världspopulationen har inte uppskattats men den beskrivs som sällsynt till ganska vanlig.